# Führer-Sofortprogramm
Mit Führer-Sofortprogramm (auch Luftschutz-Sofortprogramm oder LS-Sofortprogramm genannt) werden die Planung und der Bau von Luftschutzbunkern im Deutschen Reich auf Grundlage eines Führerbefehls vom 10. Oktober 1940 bezeichnet. Das Vorhaben gilt als das größte zweckgebundene Bauprogramm der Geschichte.
Die Weisung Adolf Hitlers betraf in der ersten Bauwelle zunächst Berlin und weitere 60 Städte mit mehr als 100.000 Einwohnern, die als „luftgefährdet“ galten und kriegswichtige Rüstungsbetriebe aufwiesen, als Luftschutzorte erster Ordnung eingestuft waren. Bis Mitte 1943 wurden rund 2.000 Bunker in 76 Städten „halbwegs“ fertiggestellt.

## Geschichte
Vom Ausbruch des Zweiten Weltkriegs am 1. September 1939 bis zum 25. August 1940 gab es in Berlin siebenmal Fliegeralarm. Dabei wurden von der Royal Air Force (RAF) aber nur Flugblätter abgeworfen. In der folgenden Nacht auf den 26. August 1940 warf die RAF als Antwort auf einen Angriff der Luftwaffe auf London vom 23. August (The Blitz) erstmals Bomben ab. In der Nacht vom 28. August 1940 gab es in Berlin erstmals Luftkriegsopfer unter der Zivilbevölkerung. Ab dem 6. September gab es dann regelmäßig Nachtangriffe der RAF-Bomber auf Berlin, die am 24. September 1940 bei einem Volltreffer auf ein Gasometer 22 Tote und 83 verletzte Personen zur Folge hatten. Zwei Tage später traf Hitler den OKW-Chef Wilhelm Keitel zusammen mit dem Rüstungsminister Fritz Todt zu einer Besprechung in der Neuen Reichskanzlei, bei der die Auswirkungen der Bombardierungen auf die Moral der Zivilbevölkerung im Vordergrund stand. Hitler verlangte den Bau von Luftschutzräumen „in ganz großem Umfange“ und bestimmte den Generalbauinspektor für die Reichshauptstadt (GBI) Albert Speer zum dafür Verantwortlichen in Berlin. Am 27. September leitete Todt das Protokoll der Sitzung zusammen mit einer eigenhändigen Skizze Hitlers zu einem neuen Normbunkertyp an Speer weiter.

### Planung und Organisation
Um sich abzusichern und insbesondere seine Zuständigkeit gegenüber dem Luftfahrtminister Hermann Göring zu verteidigen, ließ sich Speer am 30. September 1940 einen entsprechenden Führer-Erlass ausfertigen, laut dem er als Verantwortlicher für den Luftschutzbau in der Reichshauptstadt die dafür benötigten Arbeitskräfte, Baustoffe und Arbeitsmittel erhalten sollte. Befohlen war sowohl der Ausbau von Kellerräumen in bestehenden öffentlichen und privaten Gebäuden als auch die Neuerrichtung von freistehenden Luftschutzbunkern mit je bis zu 100 Schlafplätzen.

### Drei Bauphasen
Zielsetzung des Programms war der Schutz der Zivilbevölkerung in Städten mit kriegswichtigen industriellen und militärischen Anlagen. Diese Städte sollten mit Bunkern ausgestattet werden, die vor Bomben mit einem Gewicht von bis zu 1000 kg Schutz boten. Gebaut wurden in der Bauphase November 1940 bis November 1941 ...

„... 839 Hochbunker mit ca. 400.000 Schutzplätzen. […] Nahezu fließend vollzog sich der Übergang zur zweiten Bauphase. Sie begann im Mai 1941 und betraf weitere 31 Städte, die zusammen 500.000 Schutzplätze erhalten sollten, davon allein 100.000 für Berlin. Die Bunker waren für deutlich mehr Personen vorgesehen. Der äußere Stahlbetonmantel war jetzt wegen der steigenden Sprengkraft der alliierten Bomben 2,50 Meter stark.“

Bedingt u. a. durch die Errichtung des Atlantikwalls wurden im Dezember 1941 Arbeitskräfte und Material für das Programm verknappt. Schon durch den Bau des Westwalls „befand sich die deutsche Bauwirtschaft an der Grenze ihrer Leistungsfähigkeit […] es gab Transportprobleme und es fehlten Baumaterialien sowie eine halbe Million Arbeiter. Nur 80.000 [von 840.000 im November 1940] standen für den Luftschutzbau zur Verfügung, davon 50.000 für den direkten Bunkerbau. Die anvisierten Zeitpläne konnte man von Anfang an nicht einhalten.“
Aufgelegt wurden auch zahlreiche Sonderbauprogramme, sodass „in kaum vier Jahren […] es insgesamt geschätzte 6000 Bunker waren. Doch der Wettlauf Beton gegen Bomben war nicht zu gewinnen.“
In einem dritten Zusatzprogramm (dritte Bauphase) wurde 1943 der Bau von Luftschutzstollen befohlen – dabei wurden Material und Arbeiter gespart. „Die Aufteilung der öffentlichen Luftschutzstollen glich oft einem Gittergrundriss, in dem mindestens zwei parallel zueinander verlaufende Hauptstollen durch rechtwinklig aufgefahrene Querstollen miteinander verbunden waren.“